# La Ville des sans-loi
Pour plus de détails, voir Fiche technique et Distribution.
La Ville des sans-loi (Badman's Territory) est un western américain réalisé par Tim Whelan, sorti en 1946.

## Synopsis
Le shérif Mark Rowley découvre en territoire indien une petite ville devenue le refuge de hors-la-loi notables et entreprend de les affronter...

## Fiche technique
- Titre français : La Ville des sans-loi
- Titre original : Badman's Territory
- Réalisation : Tim Whelan
- Scénario : Jack Natteford et Luci Ward
- Musique : Roy Webb
  - Direction musicale : Constantin Bakaleinikoff
- Directeur de la photographie : Robert De Grasse
- Direction artistique : Albert S. D'Agostino et Walter E. Keller
- Décors de plateau : James Altwies et Darrell Silvera
- Costumes : Renié
- Montage : Philip Martin Jr.
- Producteur : Nat Holt
- Compagnie de production et de distribution : RKO Pictures
- Genre : Western - Noir et blanc - 97 minutes
- Date de sortie :
  - États-Unis : 4 mai 1946

## Distribution
- Randolph Scott : le shérif Mark Rowley
- Gabby Hayes : Coyote
- Ann Richards : Henryetta Alcott
- Ray Collins : Colonel Farewell
- James Warren : John Rowley
- Morgan Conway : Marshal Bill Hampton
- Virginia Sale : Meg
- John Halloran : Hank McGee
- Andrew Tombes : Doc Grant
- Richard Hale : Ben Wade
- Harry Holman : Hodge
- Chief Thundercloud : Chief Tahlequah
- Lawrence Tierney : Jesse James
- Tom Tyler : Frank James
- Steve Brodie : Bob Dalton
- Phil Warren : Grat Dalton
- William Moss : Bill Dalton
- Nestor Paiva : Sam Bass
- Isabel Jewell : Belle Starr

Acteurs non crédités
- Chet Brandenburg : un citoyen
- Neal Hart : un citoyen
- Harry Harvey : le gérant du relais de diligence
- Robert Homans : le juge
- Ben Johnson : un marshal-adjoint (+ cascadeur)
- Elmo Lincoln : Dick Broadwell
- Kermit Maynard : Carson (+ cascadeur)
- Monte Montague : un barman
- Alex Montoya : un indien
- Bud Osborne : le marshal-adjoint Dan Mercer
- Snub Pollard : le barbier
- Jason Robards Sr. : un citoyen
- Buddy Roosevelt : Lieutenant Lake
- Robert J. Wilke : un marshal-adjoint